# Telescopus pulcher
Telescopus pulcher är en ormart som beskrevs av Scortecci 1935. Telescopus pulcher ingår i släktet Telescopus och familjen snokar. Inga underarter finns listade i Catalogue of Life.
Denna orm förekommer i Somalia och nordöstra Etiopien. Det är bara ett fåtal fynd dokumenterade. Telescopus pulcher lever i buskskogar med några glest fördelade träd. Honor lägger troligtvis ägg som kläcks under regntiden.
Några exemplar dödas av människor som inte vill ha ormar nära sin bostad. Andra hot är inte kända. IUCN listar arten med kunskapsbrist (DD).